# 温宁根
温宁根是德国莱茵兰-普法尔茨州的一个市镇。总面积6.66平方公里，总人口2455人，其中男性1163人，女性1292人（2011年12月31日），人口密度369人/平方公里。